# Robert Schmitt-Brandt
Robert Schmitt-Brandt (* 12. Februar 1927 in Ludwigshafen am Rhein) ist ein deutscher Indogermanist.
Er studierte Slavistik, Romanistik, Indogermanistik und Arabistik in Frankfurt am Main und Heidelberg. Er promovierte 1958 und habilitierte sich 1966. Er war Professor am Sprachwissenschaftlichen Institut der Universität Heidelberg. Im Rahmen einer Herder-Gastprofessur lehrte er von 2001 bis 2003 an der Universität in Tiflis.

## Veröffentlichungen
- Die Entwicklung des indogermanischen Vokalsystems (Versuch einer inneren Rekonstruktion), 1967, Groos
- Die Entwicklung des indogermanischen Vokalsystems, 1973, Groos ISBN 3-87276-116-1
- Donum Indogermanicum. Festgabe für Anton Scherer zum 70. Geburtstag, Herausgeber, 1971, Winter ISBN 3-533-02135-1
- Konjugationstabellen der spanischen Verben mit  Martha Schmitt-Brandt, 1980, Groos ISBN 3-87276-231-1
- Einführung in die Indogermanistik, 1998, UTB, Stuttgart ISBN 3-8252-1506-7
- Auf der Suche nach einer vergangenen Welt, 2001, Verlag Dr. Kovac ISBN 3-8300-0343-9